# Тодор Врачански
Поп Тодор Врачански е български духовник и книжовник от XVIII век.
Роден е във Враца. По времето, когато Неофит Рилски е във Врачанско, работи заедно с него в манастира „Свети Иван Пусти“ – духовно средище с килийно училище и книжовна школа. По-късно работи в  Черепишкия манастир, а след това в Рилския манастир, където приема името Теофан Рилски. Някои от ръкописите му остават във Враца, а други биват пренесени в Рилския манастир.
Един от преписите му е на сборник с поучения от Йоан Калека (XIV век); смята се, че прави превод на едно от словата му.
В неговите творби се обсъждат древногръцките философи Аристотел, Платон, Сократ; разясняват се исторически събития, свързани с Александър Македонски.
Умира в края на XVIII век.

## Памет
На негово име са наречени улици в София (Карта) и Враца.

## Произведения
Известни са следните негови ръкописи:
- Дамаскини от 1748 г., 1760 г., 1761 г., 1762 г., 1772 г., 1789 г.
- Сборник от слова, 1756 г. и 1762 г.
- Тълковно евангелие, 1758 г.
- Сборник от учения и слова „Маргарит“, създаден в Черепишкия манастир 1762 година[2] (според други данни 1775).